# Затемнение (фильм, 1985)
«Затемнение» (Затмение) — телефильм режиссёра Дугласа Хикокса, частично основанный на реальных событиях. Фильм был сделан для телеканала HBO.

## Описание сюжета
Офицер Джой Стейнер полиции подозревает, что живущий в окрестностях Аллен Девин, муж и отец семейства, перенёсший недавно пластическую операцию лица из-за полученных в автомобильной аварии травм, на самом деле, является человеком, совершившим четыре убийства за несколько лет до этого и теперь скрывающимся от правосудия. Спасая от смерти его очередную жену, детектив Стейнер убивает Девина.

## Награды и номинации
Mystfest 1985
- Кэтлин Куинлэн в категории «Лучшая актриса» (победа)
- Дуглас Хикокс в категории «Лучший фильм» (номинация)

## Выход фильма
Мировая кинопремьера фильма состоялась 9 августа 1985 в Швеции и 19 февраля 1986 во Франции.
В прокате разных стран фильм известен под разными названиями:
- Финляндия (на видео) и Франция: «Blackout»
- Австрия и Западная Германия: «Blackout — Bestie in Schwarz»
- Швеция: «Blackout — Utan vittne»
- Греция: «Ekdikitis horis prosopo»
- Италия: «Il misterioso caso del drago cinese»
- Испания: «Vértigo mortal» Spain

## Отзывы
Кинокритик Сергей Кудрявцев в своей книге «3500 кинорецензий» так отзывается о фильме:
«Буквальное название фильма означает „Блокировка“ или „Замыкание“. А по смыслу можно перевести даже так: „Потеря памяти“. Действие этой телевизионной ленты развёртывается неровно, в разном темпе. Перед нами — порой драма о человеке, который попал в аварию и не помнит о собственном прошлом: он начинает новую жизнь под именем Аллена Девлина и связывает свою судьбу с медсестрой Крис Грэм и её двумя детьми. А временами берёт верх детективный сюжет: полицейский Джо Стайнер ищет некоего Эдварда Винсона, садистски убившего свою жену Люси и троих детей. Зрители уверенно подозревают, что Девлин и Винсон — одно и то же лицо. Но упорный и настойчивый Стайнер вдруг меняет свою позицию, отказываясь преследовать Аллена Девлина и видеть в нём потенциального убийцу. И всё же — что могло случиться с этим человеком: обычная потеря памяти или зловещее затмение рассудка?! Режиссёр крутится между двумя жанрами, не зная, к какому из них пристать. Хикокс — конечно, не Хичкок, но страшные сцены получились у него, пожалуй, удачнее семейно-бытовых».